# Figuier des banians
Ficus benghalensis
Pour les articles homonymes, voir Banian.
Espèce
Classification phylogénétique
Le figuier des banians ou figuier de l'Inde ou banian de l'Inde, est un arbre appartenant au genre Ficus de la famille des Moracées. Il doit son nom à la caste  des marchands, les banians. La graphie anglaise banyan est souvent utilisée.
C'est une espèce voisine du figuier qui peut se développer en arbres géants pouvant couvrir plusieurs hectares. Il peut avoir jusqu'à 350 gros troncs et 3 000 petits (cf. Banian de Howrah). Il est originaire de l'Inde, du Pakistan et du Sri Lanka, mais a été aussi importé dans d'autres régions du monde. Le premier banian des États-Unis a été planté par Thomas Edison à Fort Myers en Floride.
Le banian commence comme épiphyte d'un autre arbre, où un oiseau mangeur de figue dépose la graine. Il émet des racines aériennes depuis les branches, qui se développent en pleines tiges une fois qu'elles touchent terre, ce qui permet à l'arbre de se répandre dans un grand secteur. Cette espèce fait partie des figuiers étrangleurs. Cette espèce peut également se développer à partir du sol comme des arbres ordinaires.

## Description
C'est un arbre imposant pouvant atteindre 25 m de haut au feuillage persistant avec une couronne largement déployée et de nombreuses racines adventives. Celles-ci poussent des branches vers la terre et peuvent former une véritable "petite forêt".
Les feuilles alternes et ovales, rigides et coriaces mesurent de 20 à 30 cm de long. Les fleurs sont insignifiantes. Les fruits sont des figues rouges corail globuleuse de la taille d'une cerise soit environ 2 cm de diamètre.

## Arbres notables

### Inde
- Le plus gros figuier des banians – le « grand banian » – se trouve au jardin botanique de Howrah, près de Calcutta en Inde. Sa circonférence est de 412 m, soit 131 m de diamètre. Son âge est estimé à 200 ans et il couvre une surface de 14 000 m2. Son énorme couronne est supportée par 1400 racines adventives[2].
- Thimmamma Marrimanu

### Autres pays
- 20° 56′ 01″ S, 55° 17′ 31″ E Banian du rond-point de la glacière au Port (Ile de la Réunion), planté le 9 juin 1974. Trois pousses, ont été plantées pour se fondre ensemble au fil des ans, symbolisant le destin commun des îles de Madagascar, Réunion et Maurice.

## Illustrations

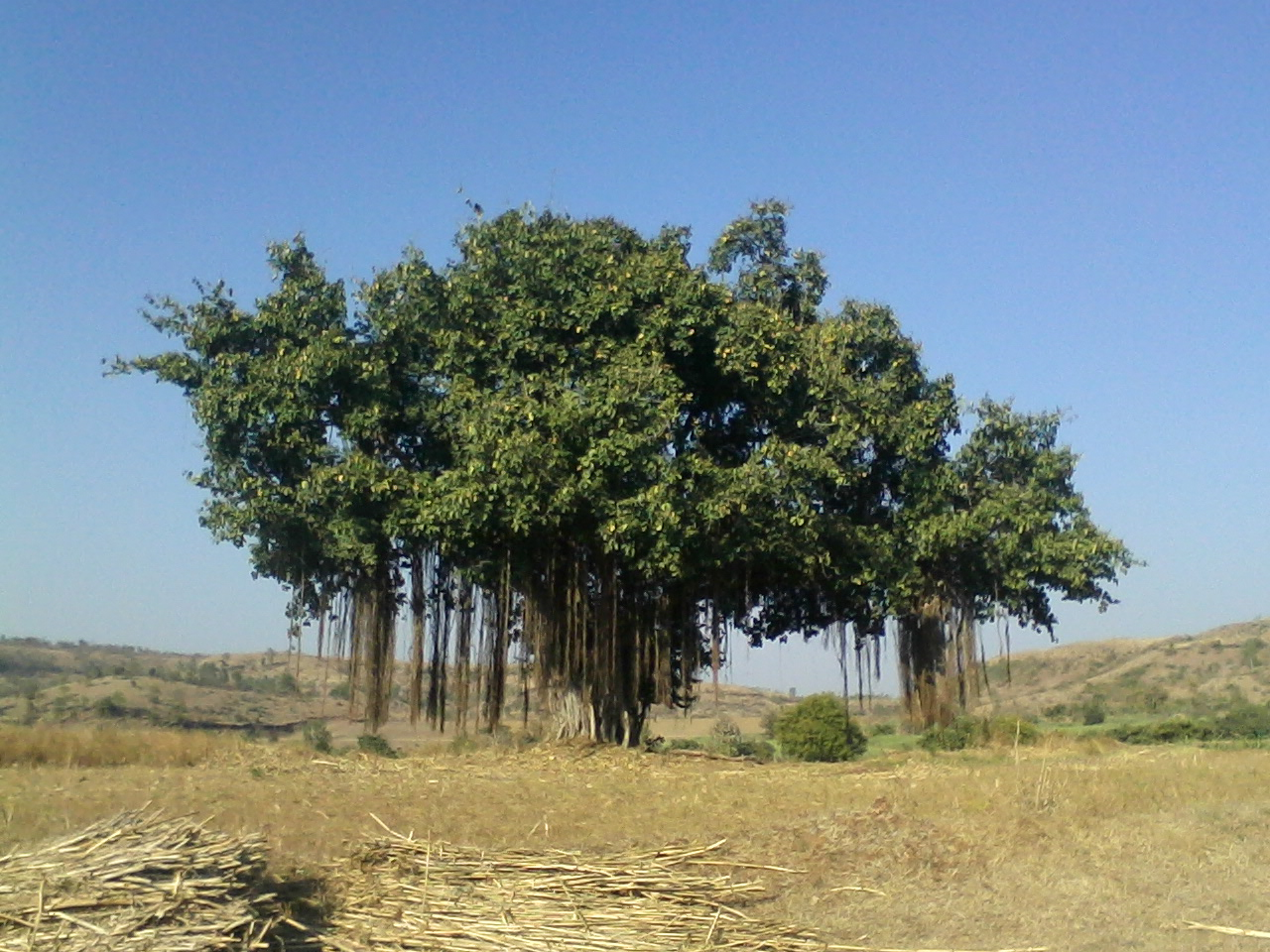
Banyans
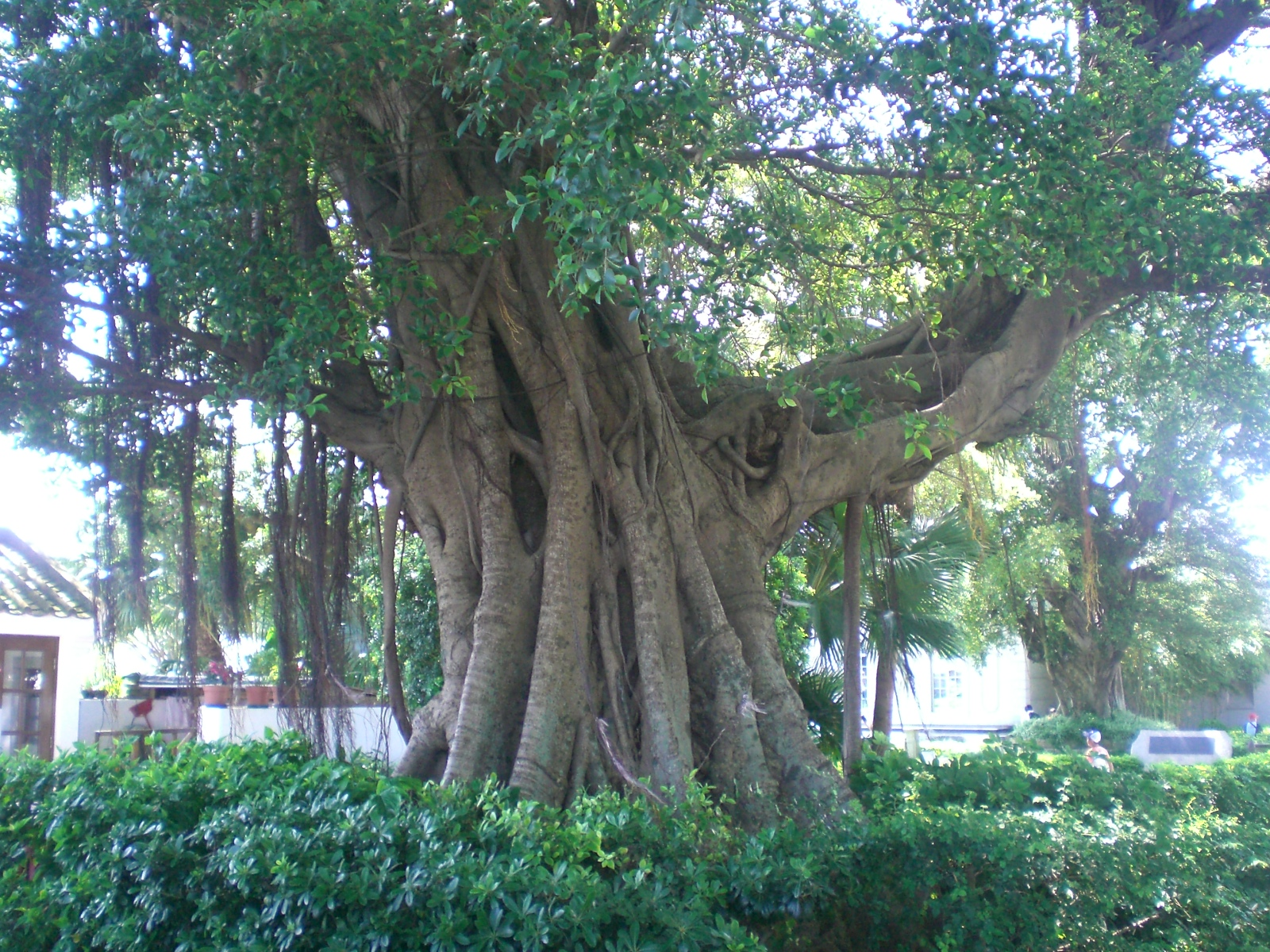
Banyans
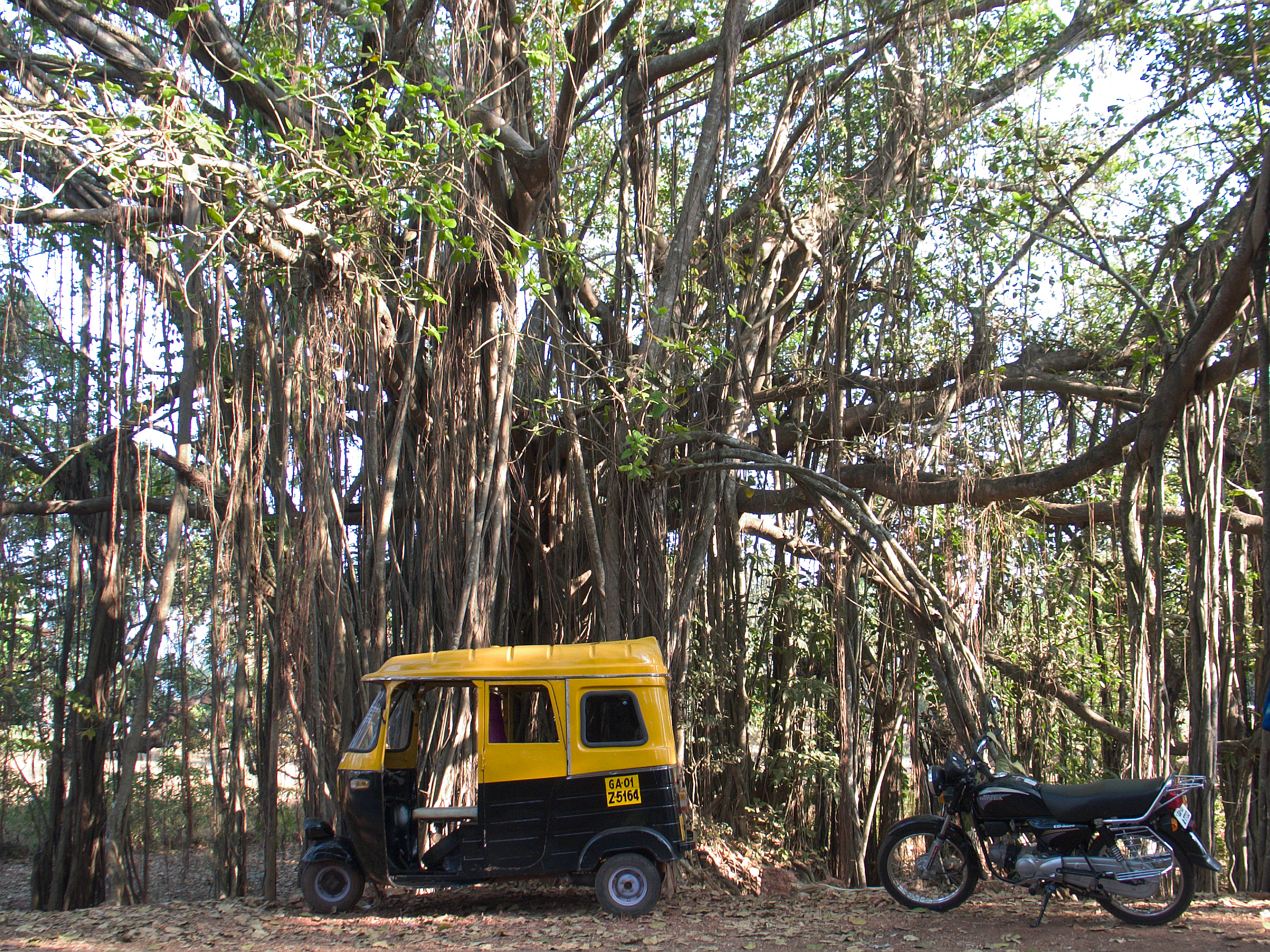
Banyans
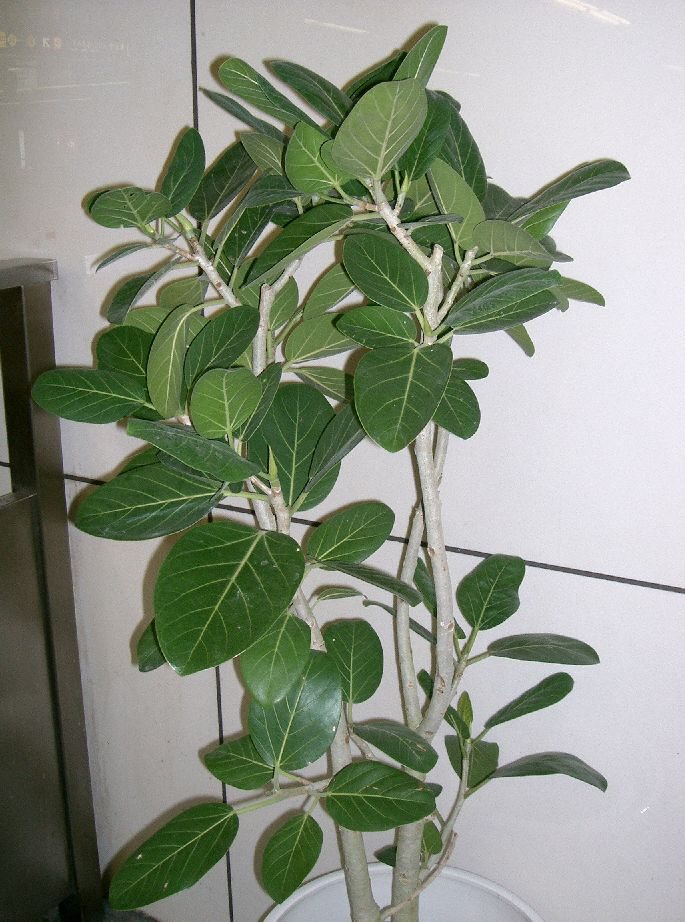
Un jeune figuier
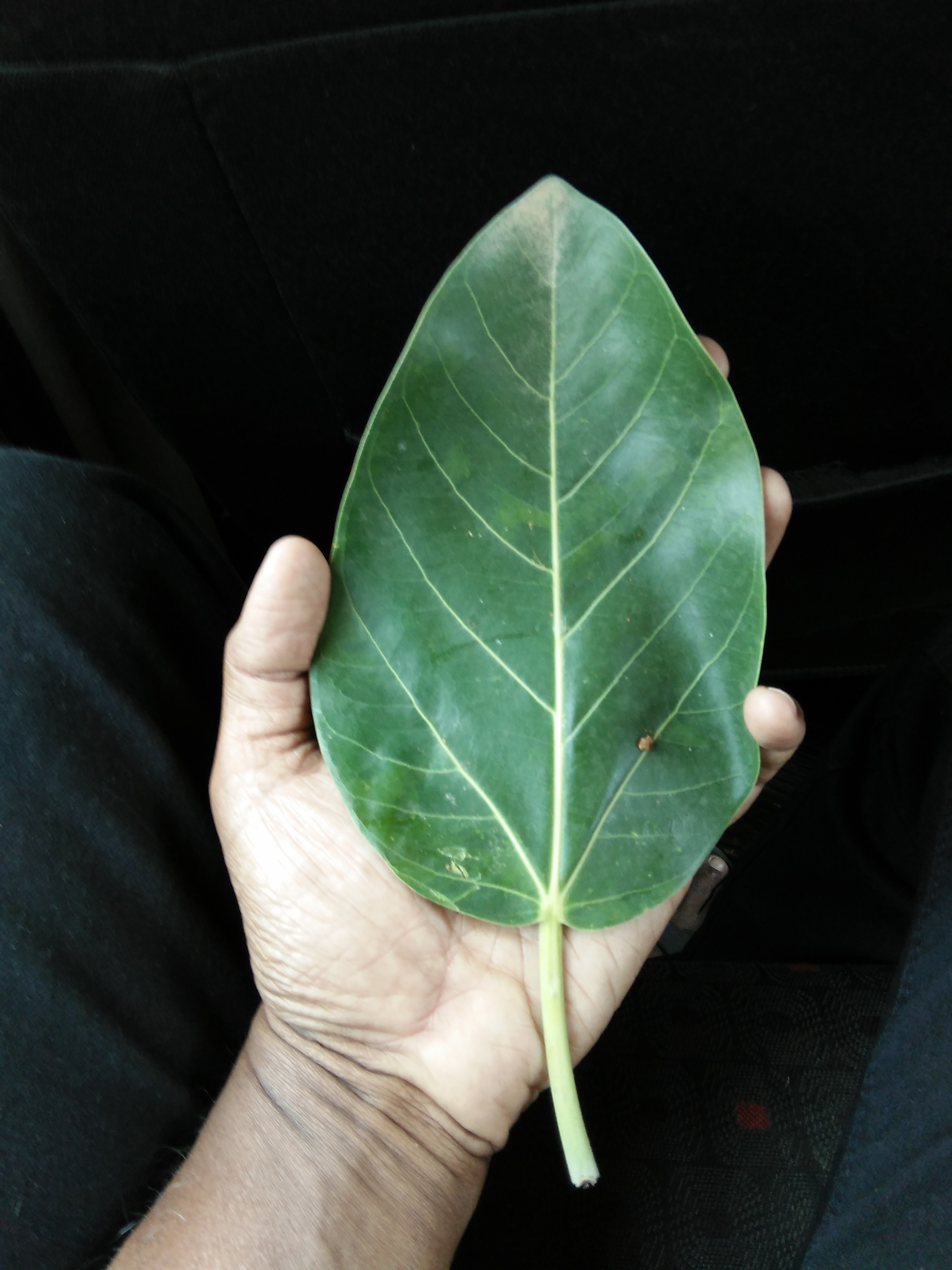
Feuille
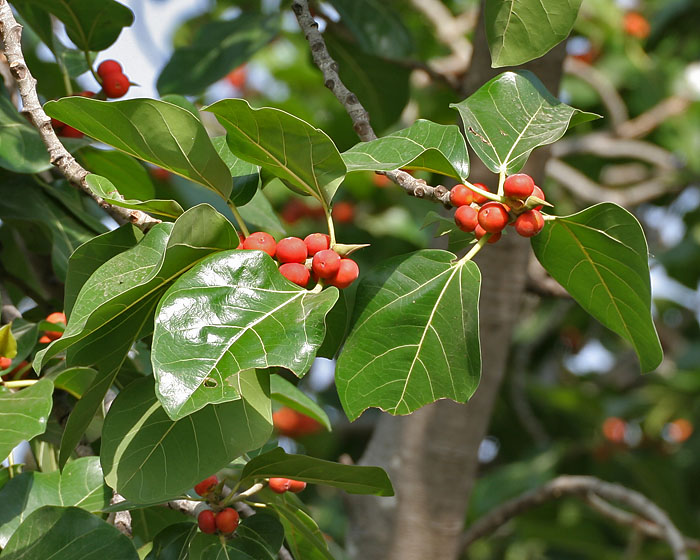
Feuilles et fruits
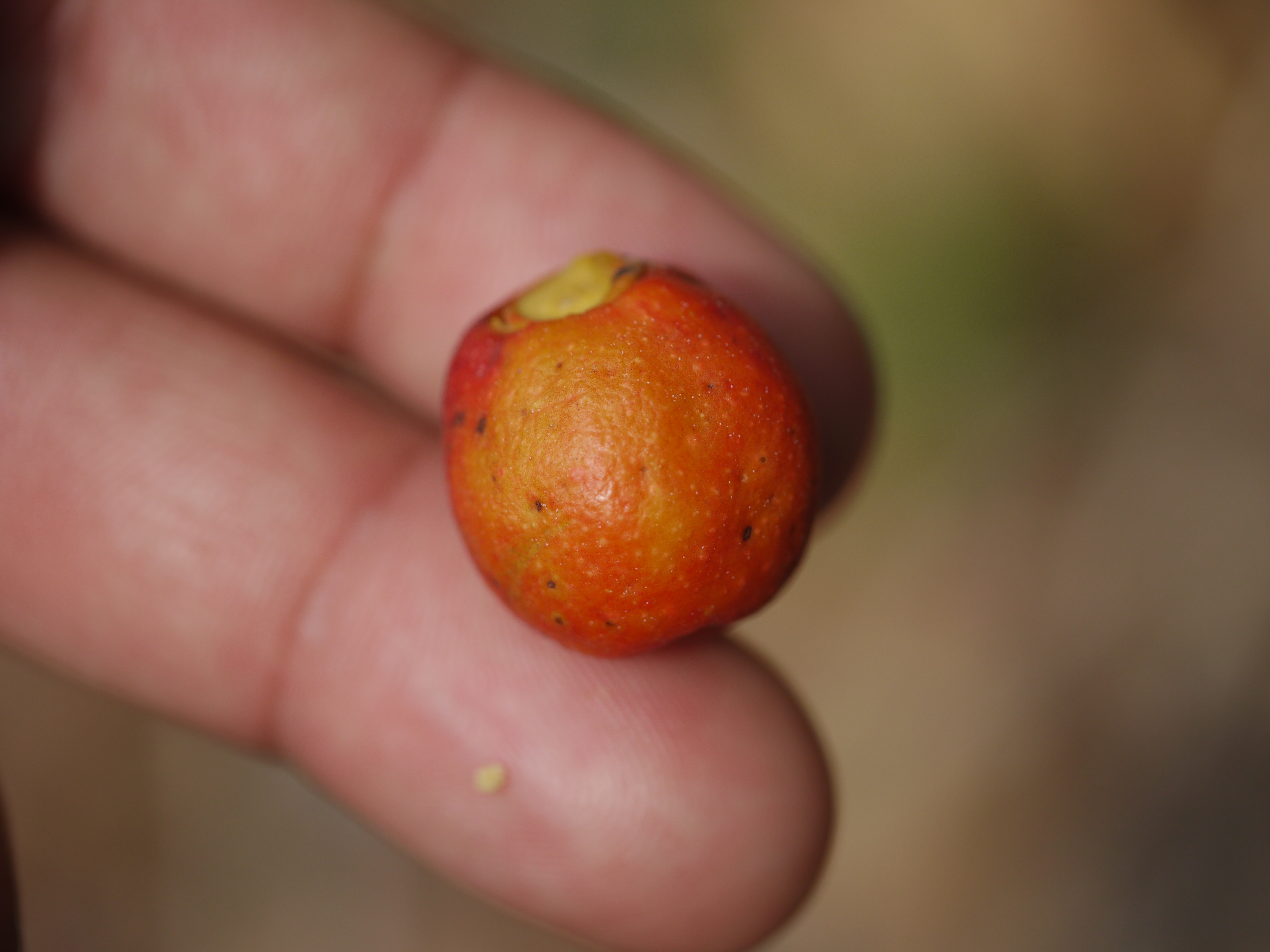
Fruit